# Уэлсли, Грэм, 8-й граф Коули
Гаррет Грэм Уэлсли, 8-й граф Коули (англ. Garret Graham Wellesley, 8th Earl of Cowley; род. 30 марта 1965 года) — британский наследственный пэр и бизнесмен, носивший титул учтивости — виконт Данган с 1975 по 2016 год. Ранее предприниматель в области деривативов и торговли иностранной валютой, он является основателем и генеральным директором британского альтернативного кредитора Wellesley & Co.

## Ранняя жизнь
Грэм Уэлсли родился 30 марта 1965 года. Единственный сын Гаррета Уэлсли, 7-го графа Коули (1934—2016), и его первой жены (Элизабет) Сюзанны Леннон . У него есть старшая сестра леди Тара (род. 1962). Он потомок Генри Уэлсли, 1-го барона Коули, младшего брата герцога Веллингтона . Он провел свои ранние годы в Калифорнии, прежде чем приехать в Великобританию в возрасте 10 лет, где он посещал американскую общинную школу в Хиллингдоне, западный Лондон.
После окончания Франклин-колледжа в Швейцарии по специальности «экономика» он в течение 18 месяцев служил в королевской кавалерии.

## Карьера
Финансовая карьера Грэма Уэллсли началась в 1985 году в качестве трейдера деривативов в лондонской брокерской фирме Hoare Govett, откуда он перешел на две другие роли в торговле деривативами в Banque Indosuez и ING Charterhouse. В 1992 году он стал главой отдела торговли иностранной валютой в global metals trader Gerald Metals.
В 1995 году он основал британский валютный маркет-мейкер IFX, который специализировался на контрактах на разницу (CFD) и ставках на спреды по ценам акций. В 1999 году он и другой директор, Лоренцо Налдини, приобрели 51 % бизнеса, принадлежащего материнской компании IFX Corp в США, в результате чего они стали единственными акционерами.
В 2000 году IFX была куплена оператором футбольных пулов Zetters за £20,4 млн в результате обратного поглощения, образовав новую организацию — IFX Group-с Уэлсли в качестве исполнительного директора группы.
В 2003 году Уэллсли и Налдини покинули IFX из-за разногласий с правлением и стали соучредителями ODL Securities, онлайн-брокера иностранной валюты и деривативов.
В 2005 году ОДЛ был разоблачителем попытки банковского мошенничества со стороны американского хедж-фонда Bayou. Байю открыл счет в ODL, внес 101 миллион долларов и запросил две транзакции, которые были отклонены руководством, которое уведомило Управление финансовых услуг Великобритании .
В 2010 году Уэлсли и Налдини продали свою 50 % — ную долю в ODL американской валютной фирме FXCM Holdings, создав бизнес, в котором работало около 1000 сотрудников. В декабре того же года вновь расширенное предприятие было размещено на Нью-Йоркской фондовой бирже.
В 2013 году Грэм Уэлсли вместе с тремя другими акционерами стал соучредителем альтернативного кредитора Wellesley & Co, взяв на себя роль исполнительного директора. В следующем году компания выдала то, что в то время было крупнейшим кредитом, предоставленным одноранговым кредитором, — промежуточный кредит в размере 8,3 миллиона фунтов стерлингов для программы восстановления городов Великобритании.

## Личная жизнь
В 1990 году Уэлсли женился на Клэр Л. Брайтон. У пары двое сыновей и дочь:
- Генри Артур Питер Уэлсли, виконт Данган (род. 3 декабря 1991 года), старший сын и преемник отца
- Леди Наташа Роуз Уэлсли (род. 28 июня 1994 года)
- Достопочтенный Бертрам Гаррет Грэм Берти Уэлсли (род. 12 апреля 1999 года).